# Vitis rotundifolia
Vitis rotundifolia là một loài thực vật hai lá mầm trong họ Nho. Loài này được Michx. miêu tả khoa học đầu tiên năm 1803. Đây là loài bản địa đông nam và Nam Trung bộ Hoa Kỳ . Phạm vi phân bố loài này kéo dài từ Florida đến bờ biển New Jersey, và tây đến đông Texas và Oklahoma. Nó đã được trồng rộng rãi từ thế kỷ 16. Loại cây này thích nghi tốt với khí hậu ấm và ẩm bản địa; chúng cần ít giờ làm lạnh hơn các giống nổi tiếng hơn và phát triển mạnh trong nhiệt độ mùa hè.
Quả Muscadine có thể có màu đồng hoặc tím sẫm hoặc đen khi chín. Các giống hoang dã có thể vẫn xanh cho đến khi trưởng thành. Muscadine thường được sử dụng để làm rượu thủ công, nước trái cây và thạch. Chúng là nguồn polyphenol phong phú.